# Sicurezza dei giocattoli
La sicurezza dei giocattoli è la pratica volta a garantire che i giocattoli, in particolare quelli destinati ai bambini, siano sicuri. Ciò include solitamente l'applicazione di appositi standard di salute e sicurezza.

## Pericoli per la salute e la sicurezza
I pericoli per la salute e la sicurezza associati ai giocattoli possono derivare ad esempio da carenze nella progettazione, o più spesso da uso improprio o da semplice casualità, e possono portare anche ad incidenti mortali e feriti.

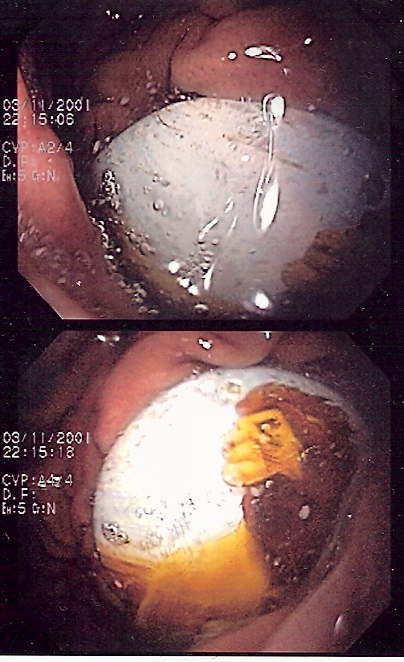
Piccoli giocattoli possono essere ingeriti dai bambini, come questo pulsante elettronico visto nello stomaco di un bambino. Potrebbe essere necessario rimuovere con gli endoscopi i giocattoli bloccati nell'esofago o troppo grandi per passare attraverso lo stomaco.

Esempi di pericoli e scenari pericolosi associati ai giocattoli sono:
- ingestione di piccole parti (ad esempio giocattoli magnetici, pedine di giochi da tavola, pezzi di puzzle, bottoni o altre parti facilmente staccabili), con pericolo di soffocamento[2] ma anche di intossicazione, chiusura dell'apparato digerente e nei casi più gravi morte del bambino (ad esempio nel caso di ingestione di magneti[3] o di pile a bottone[4])
- intossicazione per inalazione o ingestione di sostanze pericolose eventualmente presenti nel giocattolo (ad esempio nel caso di utilizzo di materiali tossici, come ftalati o metalli pesanti,[2] oppure compartimento delle pile facilmente apribile dal bambino in caso di giocattoli destinati a bambini di età inferiore a 3 anni[2])
- strangolamento associato a cavi, corde e simili[2] (ad esempio trenini trainati con corda, yo-yo con lacci elastici)
- tagli e abrasioni (ad esempio per parti taglienti generati dalla corrosione di giocattoli in latta o altri materiali metallici[5])
- incastro di dita in fori o fessure
- contatto elettrico (diretto o indiretto - ad esempio giocattoli elettrici)
- incendio (ad esempio giocattoli in pezza lasciati vicino a fonti di calore)
- rischio microbiologico (ad esempio accumulo di patogeni su un peluche buttato a terra dal bambino, acqua per bolle di sapone proveniente da paesi con scarsità di acqua potabile[2])
- incidenti con veicoli giocattolo a motore
- lesioni agli occhi per proiezione di oggetti (ad esempio frecce e dardi[5])
- annegamento durante l'uso di giocattoli acquatici[6] (ad esempio ciambelle, braccioli)

Tali pericoli potrebbero essere già presenti nei giocattoli al momento della progettazione, oppure potrebbero insorgere durante l'uso del giocattolo, in conseguenza anche del comportamento del bambino.

## Statistiche
Gli incidenti che coinvolgono i giocattoli sono abbastanza comuni, con 40.000 incidenti ogni anno nel Regno Unito (secondo i dati del 1998 - i dati non sono stati raccolti nel Regno Unito dal 2003), rappresentando meno dell'1% degli incidenti annuali.
Nel 2005 negli Stati Uniti, 20 bambini sotto i 15 anni sono morti in incidenti associati ai giocattoli e circa 202.300 bambini sotto i 15 anni sono stati curati nei pronto soccorso degli ospedali statunitensi per lesioni associate ai giocattoli, secondo i dati del Sistema nazionale di sorveglianza elettronica delle lesioni della Commissione statunitense per la sicurezza dei prodotti di consumo.
Nell'Unione europea, dal 2002 non sono stati segnalati incidenti mortali nella banca dati europea sugli infortuni. In Europa, sono stati esaminati i dati relativi agli infortuni causati da cadute a un livello inferiore tra i bambini di età compresa tra 0 e 4 anni provenienti da Austria, Danimarca, Grecia, Paesi Bassi e Svezia. È stato riscontrato che l'uso da parte dei bambini di diverse categorie di prodotti era strettamente correlato all'età. I mobili per bambini rappresentano tra il 21% (Paesi Bassi) e il 34% (Svezia) delle lesioni dovute a cadute a un livello inferiore nel primo anno di vita, ma diminuiscono con l'aumentare dell'età in tutti i paesi. Dati simili sono stati rilevati per le cadute dai passeggini. Al contrario, gli infortuni dovuti a cadute che coinvolgono attrezzature da gioco sono aumentati con l'età per raggiungere tra il 13% (Grecia) e il 34% (Paesi Bassi) degli infortuni da cadute a un livello inferiore tra i bambini di 4 anni. Anche le cadute da biciclette aumentano con l'età, raggiungendo tra il 4% (Paesi Bassi) e il 17% (Danimarca) tra i bambini di 4 anni.

## Esempi di giocattoli altamente pericolosi

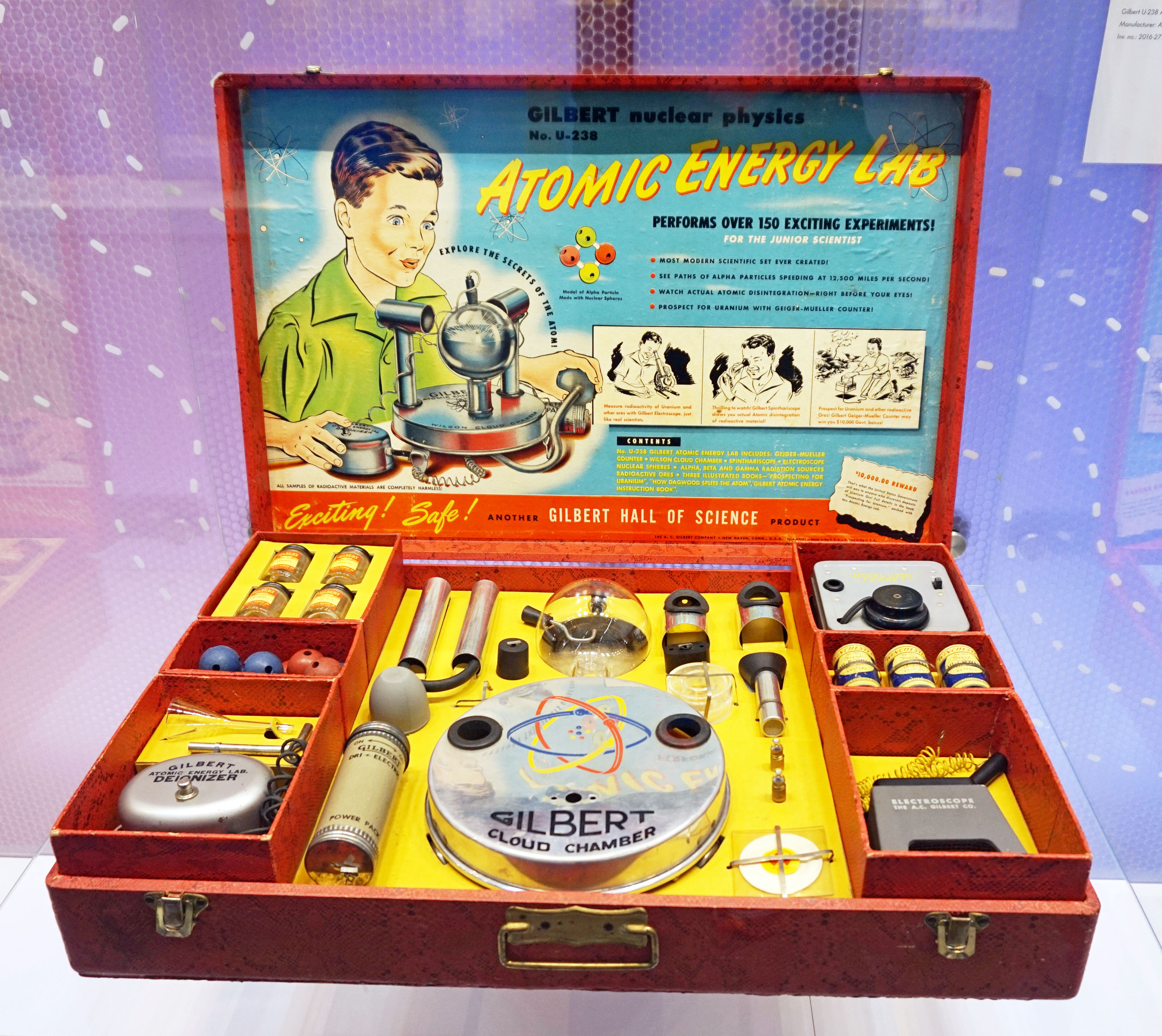
Il Gilbert U-238 Atomic Energy Laboratory, giocattolo degli anni '50 con rischio di radiazioni ionizzanti per la presenza di sostanze radioattive.

Alcuni esempi di giocattoli altamente pericolosi commercializzati in passato, prima di essere ritirati dal mercato, sono:
- Aqua Dots: tale giocattolo del 2007 consisteva nel disporre piccole perline per comporre forme colorate, che una volta spruzzate con acqua si fondevano insieme in un unico pezzo. È stato richiamato dal mercato dalla Consumer Product Safety Commission (CPSC) dopo che tre bambini, avendo ingerito i pezzi del giocattolo, sono entrati in coma. È stato appurato che il giocattolo rilasciava una sostanza tossica, il GHB, che ha causato il coma dei bambini.[11]
- Il Gilbert U-238 Atomic Energy Laboratory è stato un giocattolo didattico altamente pericoloso, commercializzato tra il 1950 e il 1951. Tale giocattolo consisteva in un kit di esperimenti che conteneva al suo interno quattro tipi di minerali di uranio e sorgenti di raggi alfa, raggi beta e raggi gamma, oltre a strumenti di rivelazione e misura della radiazioni (spintariscopio, camera a nebbia, elettroscopio e contatore Geiger).[12]
- Le freccette da prato, inizialmente ideate per essere lanciate a distanza e dotate di punte metalliche acuminate, tra anni '70 e '80, hanno causato la morte di tre bambini e l'ospedalizzazione di circa 6000 bambini. Nel 1970 fu vietata negli Stati Uniti la loro vendita come giocattoli. Nel 1988 la vendita negli Stati Uniti è stata vietata a prescindere e il Consumer Product Safety Commission (CPSC) ha chiesto ai consumatori di distruggere tutti i giochi rimanenti a causa della loro pericolosità.[13]
- Nel 1996, dopo la morte di 12 bambini per strangolamento, sono state richiamate dal mercato circa 3 milioni di mini-amache. Durante la salita e la discesa da queste mini-amache, la rete poteva attorcigliarsi al collo dei bambini, strozzandoli.[14]

## Misure di sicurezza

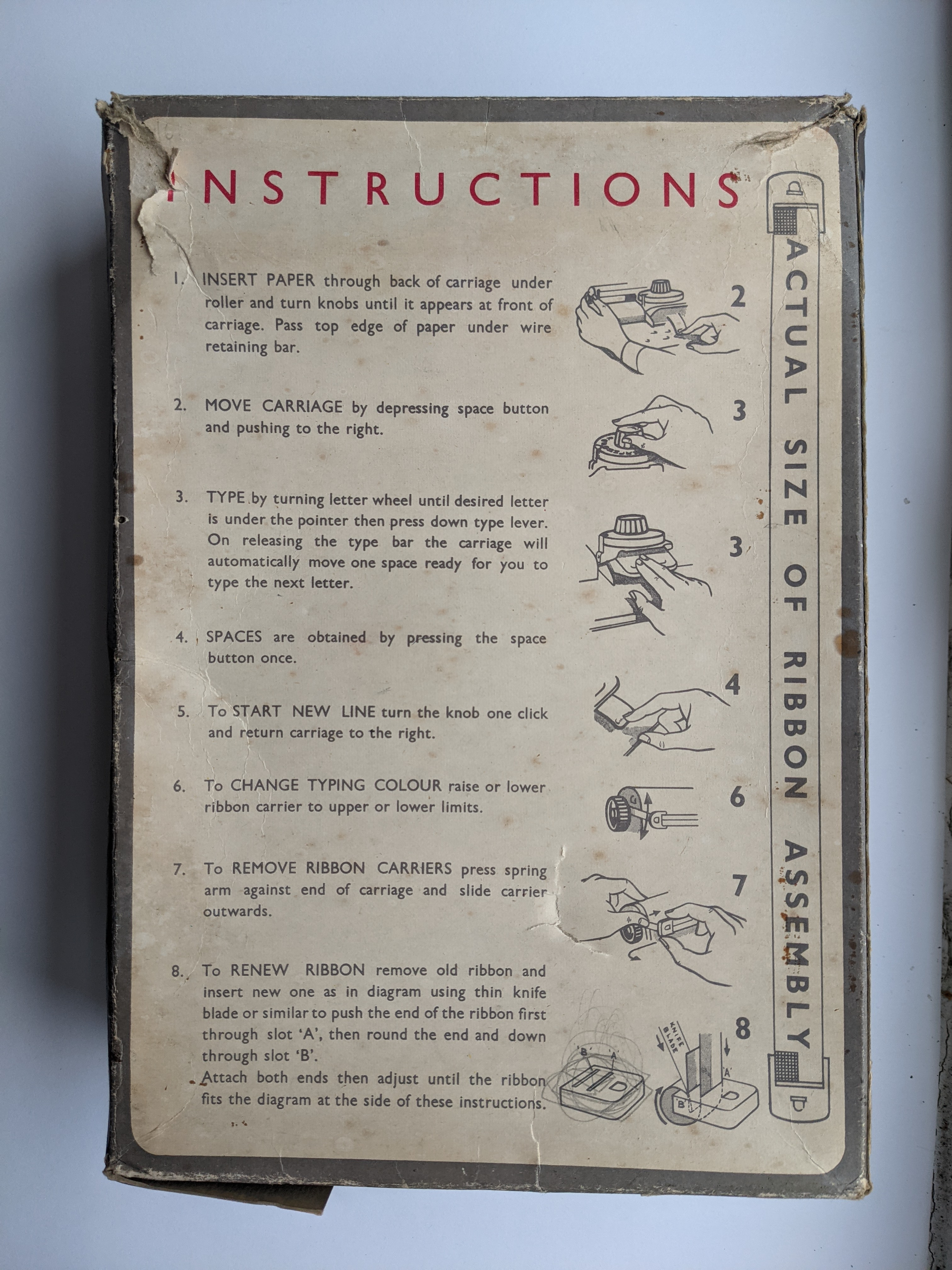
Istruzioni originali per l'uso di un'antica macchina da scrivere giocattolo Mettoy Minor.

## Normativa e standard
In ambito internazionale, le principali norme tecniche riguardanti la sicurezza dei giocattoli, pubblicate dall'Organizzazione internazionale per la normazione (ISO), fanno parte della serie di norme ISO 8124:
- ISO 8124-1:2022 Safety of toys — Part 1: Safety aspects related to mechanical and physical properties
- ISO 8124-2:2014 Safety of toys — Part 2: Flammability
- ISO 8124-3:2020 Safety of toys — Part 3: Migration of certain elements
- ISO 8124-4:2014 Safety of toys — Part 4: Swings, slides and similar activity toys for indoor and outdoor family domestic use
- ISO 8124-5:2015 Safety of toys — Part 5: Determination of total concentration of certain elements in toys
- ISO 8124-6:2018 Safety of toys — Part 6: Certain phthalate esters in toys and children's products
- ISO 8124-7:2015 Safety of toys — Part 7: Requirements and test methods for finger paints
- ISO/TR 8124-8:2016 Safety of toys — Part 8: Age determination guidelines
- ISO/TR 8124-9:2020 Safety of toys — Part 9: Safety aspects related to mechanical and physical properties — Comparison of ISO 8124-1, EN 71-1 and ASTM F963
- ISO 8124-10:2019 Safety of toys — Part 10: Experimental sets for chemistry and related activities
- ISO 8124-11:2019 Safety of toys — Part 11: Chemical toys (sets) other than experimental sets

Le norme internazionali ISO sulla sicurezza dei giocattoli sono state recepite in ambito nazionale da alcuni paesi, mentre altri mantengono un sistema di norme tecniche differenti, anche se spesso simili per contenuti alle norme ISO. Ad esempio, in Australia e in Nuova Zelanda le norme ISO sono state recepite dalle rispettive organizzazioni di standardizzazione Standards Australia (SA) e New Zealand Standards Organisation (NZSO) e adottate come norme volontarie. Ad esempio la norma internazionale ISO 8124-1 è stata recepita come norma nazionale AS/NZS ISO 8124-1.

### Negli Stati Uniti
Negli Stati Uniti, i giocattoli destinati a bambini di età compresa tra 0 e 12 anni devono soddisfare gli standard nazionali applicabili, che si riferiscono alla norma tecnica ASTM F963 Standard Consumer Safety Specification for Toy Safety. Tale norma, inizialmente volontaria, nel 2008 è stata adottata come norma nazionale obbligatoria dal Consumer Product Safety Improvement Act (CPSIA), incorporandola nel Code of Federal Regulations, e precisamente in 16 CFR Part 1250.
Esempi di norme volontarie sulla sicurezza dei giocattoli adottate negli Stati Uniti sono:
- ASTM F963-07e1 Standard Consumer Safety Specification on Toy Safety
- ASTM F734-84 (89/94) Standard Consumer Safety Specification for Toy Chests
- ASTM F1148-97a Standard Consumer Safety Specification for Home Playground Equipment
- ANSI Z315.1-1996 American National Standard for Tricycles - Safety Requirements
- ANSI/UL 696, Ninth Edition Standard for Safety Electric Toys

### In Europa

Pittogramma di sicurezza per giocattoli non adatti a bambini di età compresa tra 0 e 3 anni, in conformità alla norma europea EN 71.

Nell'Unione europea, i giocattoli sono regolamentati dalle norme comunitarie sulla marcatura CE. Tali norme includono anzitutto la Direttiva giocattoli, più eventuali altre norme applicabili (ad esempio la Direttiva sulla compatibilità elettromagnetica e la Direttiva radio nel caso di giocattoli con radiocomando), oltre al Regolamento sulla sicurezza generale dei prodotti (che si applica per qualsiasi prodotto, inclusi i giocattoli).
Nella Gran Bretagna e nell'Irlanda del Nord si applicano delle normative che riguardano l'obbligo di marcatura UKCA e marcatura UKNI, simili a quelle che regolano la marcatura CE.
La principale norma tecnica sulla sicurezza generale in Europa è la norma EN 71, divisa in più parti. Nel caso di giocattoli elettrici, si applica inoltre la norma EN IEC 62115.
La norma internazionale ISO/TR 8124-8 è stata recepita in Europa dalla norma CEN ISO/TR 8124-8, e in Italia dalla norma UNI CEN ISO/TR 8124-8 Sicurezza dei giocattoli - Parte 8: Linee guida sulla determinazione d'età.

### In Cina
I giocattoli fabbricati o importati in Cina sono sottoposti all'obbligo di certificato cinese obbligatorio (CCC).
La principale norma tecnica cinese sulla sicurezza dei giocattoli è la norma GB 6675, dove sono indicati i requisiti essenziali di sicurezza dei giocattoli. La versione del 2014 della norma consiste in quattro parti:
- GB 6675.1-2014 "Toy safety - Part 1: Basic code"
- GB 6675.2-2014 "Safety of toys - Part 2: Mechanical and physical properties"
- GB 6675.3-2014 "Safety of toys - Part 3: Flammability"
- GB 6675.4-2014 "Safety of toys - Part 4: Migration of certain elements"

Esempi di altre norme di sicurezza dei giocattoli adottate in Cina sono:
- GB 9832-93 Safety and Quality of Sewn, Plush and Cloth Toys
- GB 5296.5-96 Labeling and Instructions for Toys

## Test in laboratorio

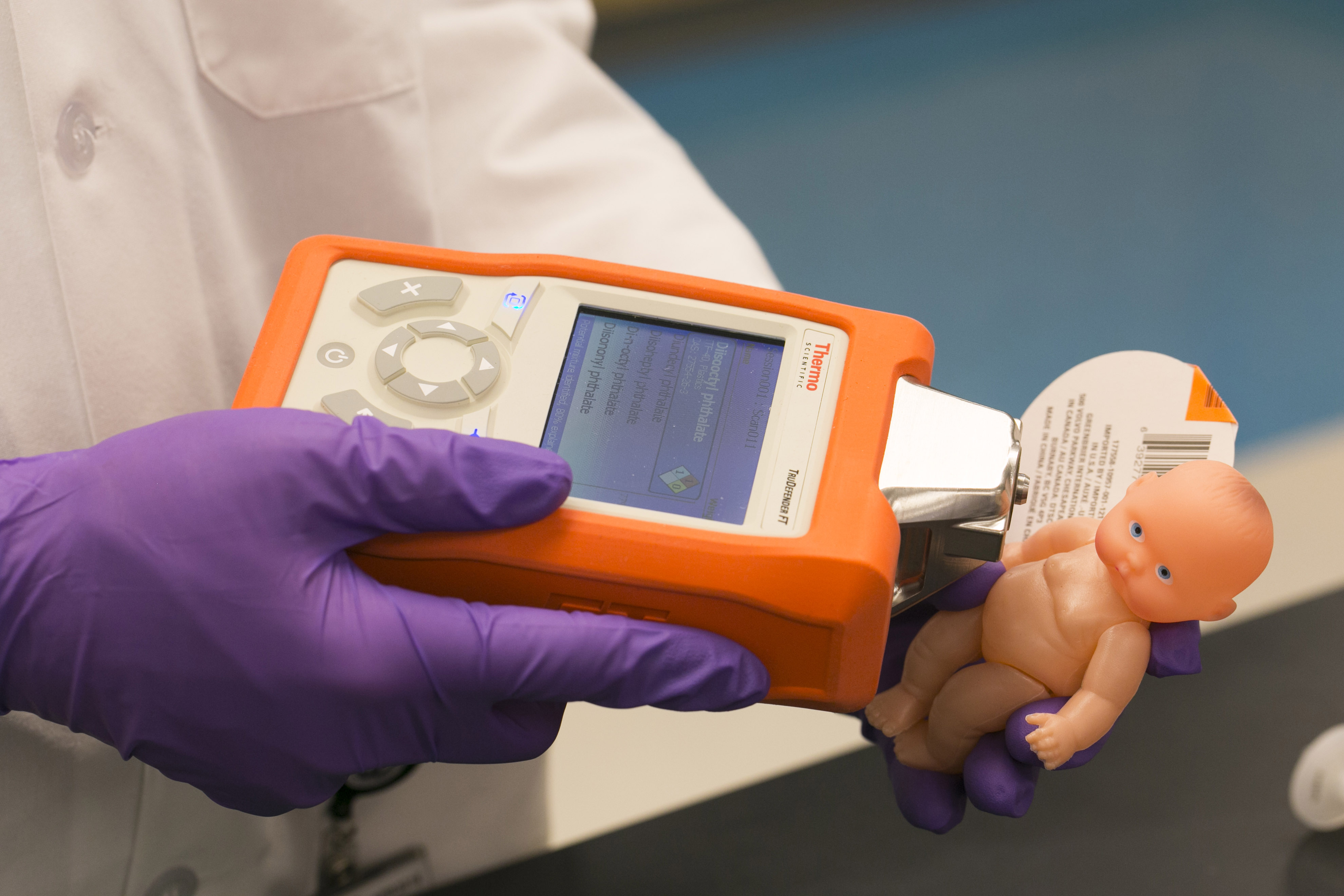
Test su una bambola giocattolo per la rivelazione della presenza di sostanze tossiche (ftalati).

In molti paesi, i giocattoli prima di essere messi in commercio devono superare obbligatoriamente appositi test di sicurezza. Tali test possono includere ad esempio:
- test di infiammabilità
- test del cilindro delle piccole parti
- test sulla presenza di sostanze tossiche
- test di compatibilità elettromagnetica
- test sulla sicurezza elettrica (ad esempio per la verifica del grado di protezione dell'involucro)

Uno dei test più semplici da svolgere è il test del cilindro delle piccole parti, descritto nella norma EN 71-1, che consiste nell'inserire la parte che si vuole testare all'interno di un apposito cilindro di geometria ben definita. Con questo metodo, è possibile verificare quali parti di un giocattolo, potendo entrare nel cilindro delle piccole parti, possono essere definite "piccole parti" e quindi rappresentare un elevato rischio di soffocamento.

## Marchi di conformità
Il Lion Mark è un marchio di conformità sviluppato nel 1988 dalla British Toy & Hobby Association (BTHA) e utilizzato per identificare i giocattoli indicati come sicuri e di alta qualità. In particolare, certifica la conformità alle norme EN 71 e EN IEC 62115 nel caso di giocattoli elettrici.
Il Lion mark raffigura una faccia di leone rossa e bianca in un triangolo con sfondo giallo e bordi verdi. Questo marchio di conformità è volontario e può essere utilizzato solo dai membri della British Toy & Hobby Association. Il marchio del leone è utilizzato anche per indicare i negozi come "rivenditori approvati con marchio del leone", secondo un'iniziativa congiunta della British Toy & Hobby Association con la Toy Retailers Association (TRA).